# 南港軟體產業園區

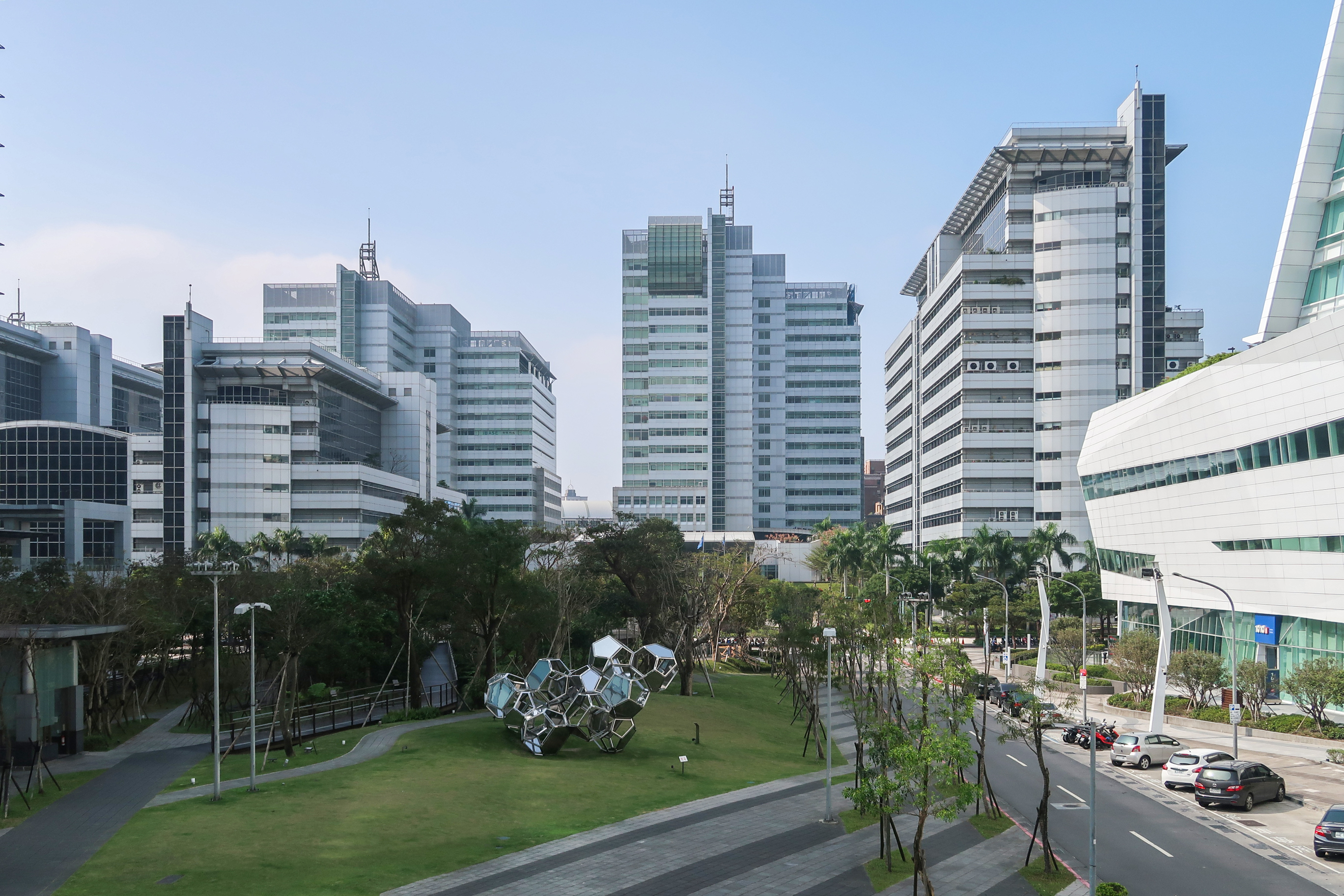
南港軟體園區第一期大樓

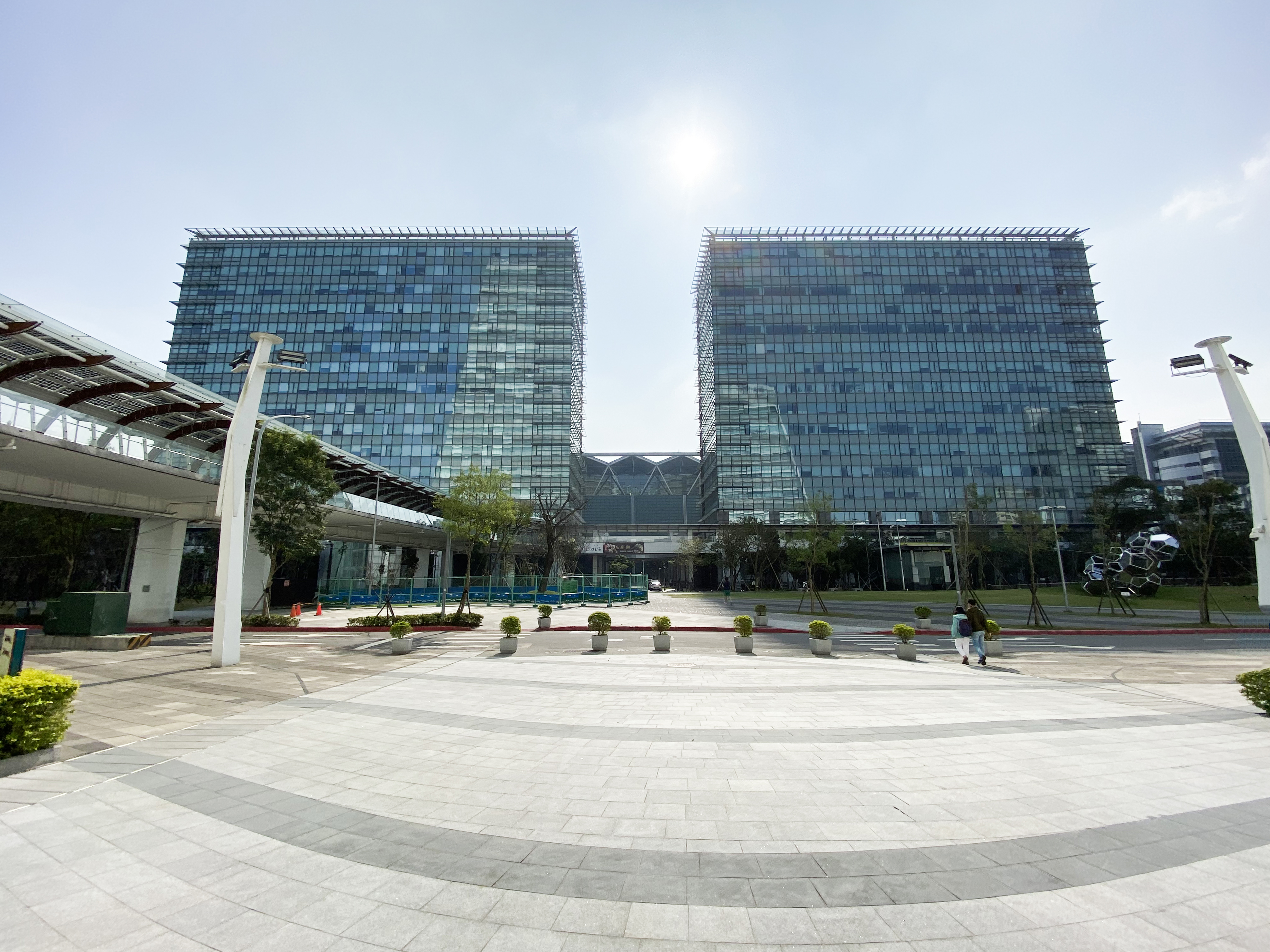
南港軟體園區第三期大樓

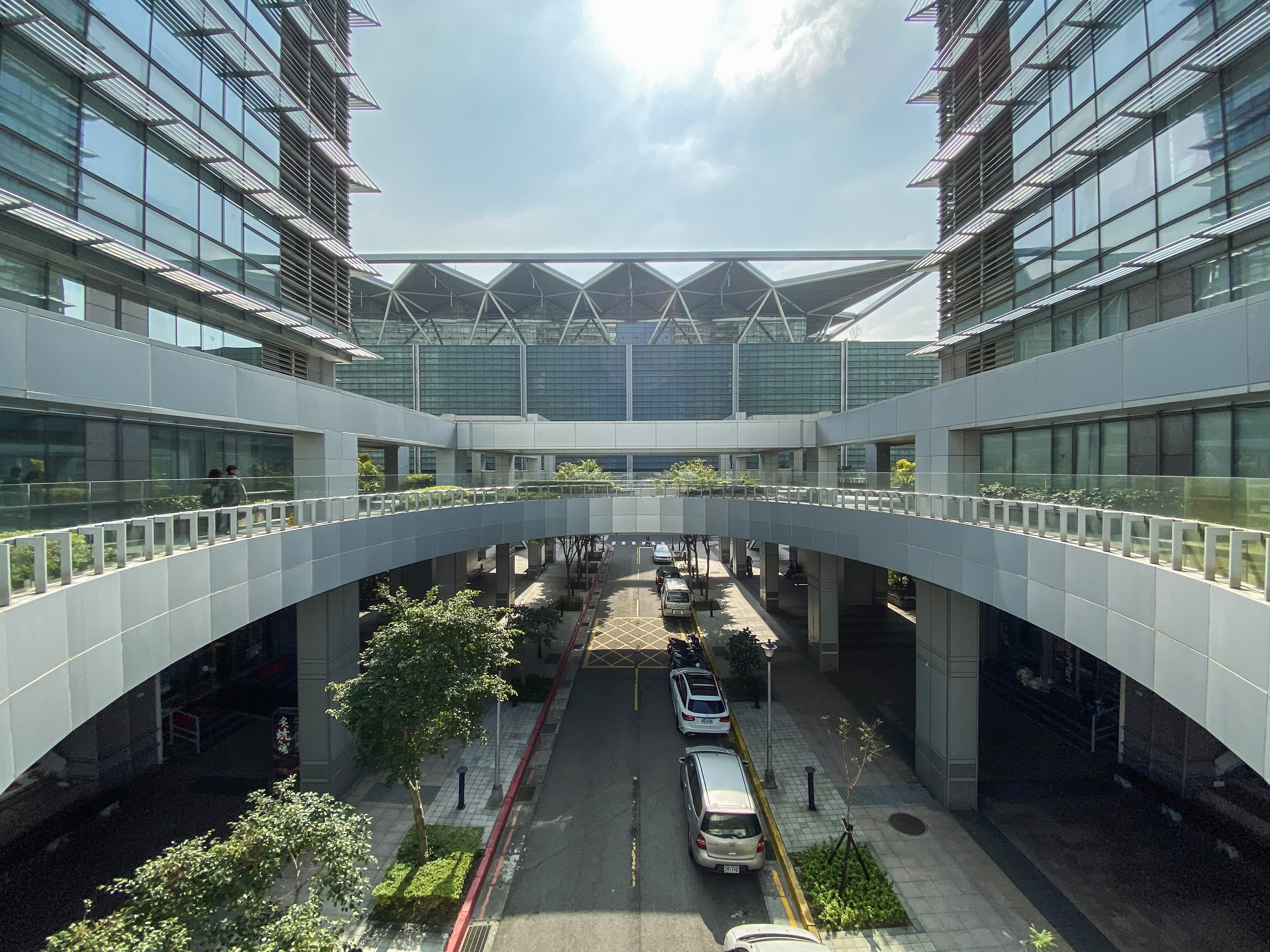
南港軟體園區第三期大樓平台中庭

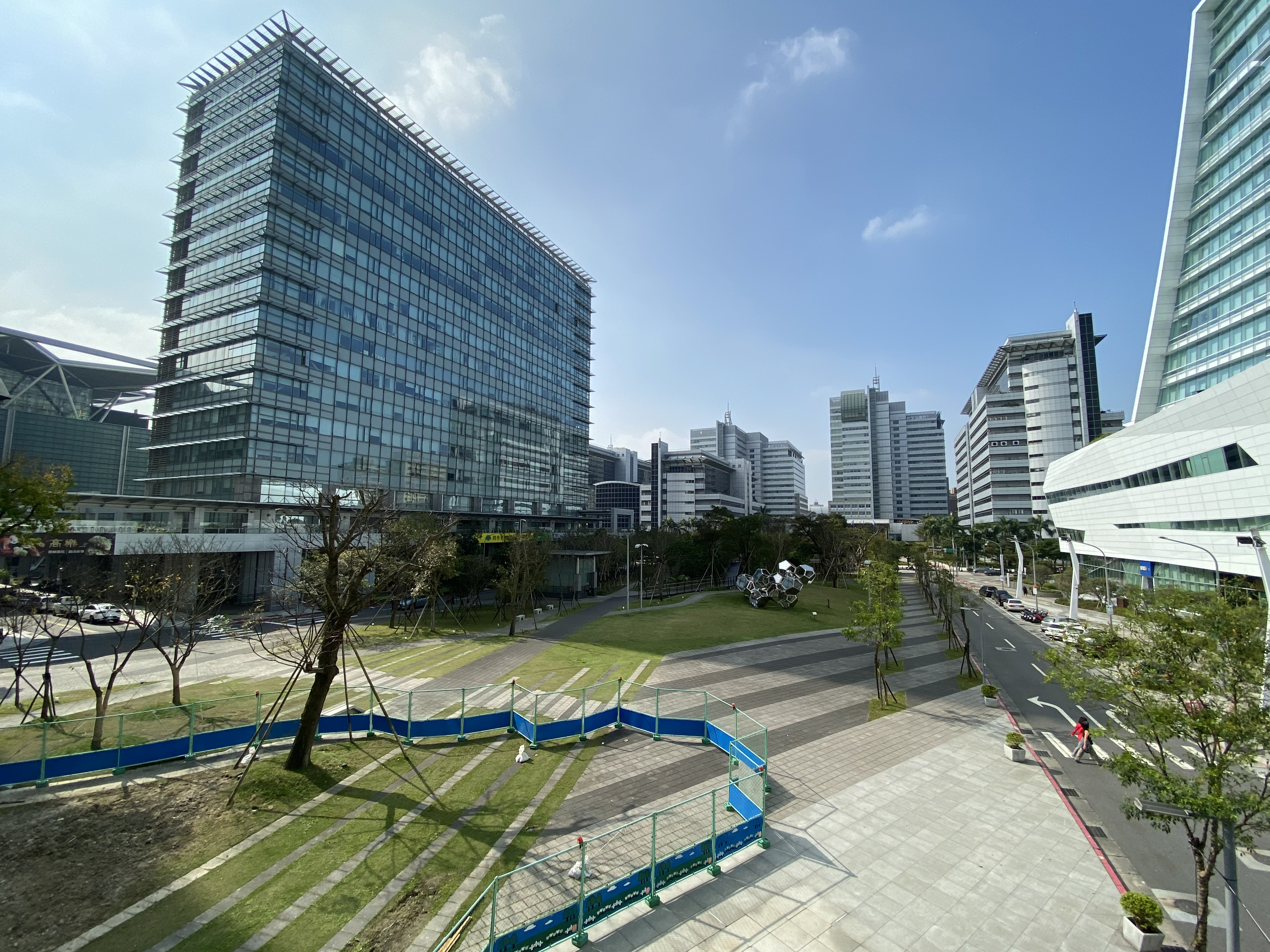
臺北分局所在處的南港軟體產業園區

南港軟體產業園區（簡稱南港軟體園區、南軟）是位於臺灣臺北市南港區的知識型產業園區，隸屬經濟部產業園區管理局臺北分局。產業以軟體IC設計、數位創意、生物科技及文化創意等知識密集型產業為主，允許支援性服務產業進駐以完備園區生活機能，並保留引進新興產業的彈性，以增加產業競爭力。透過園區廠商上下游垂直綜效，以及異業之水平交流，並結合政府與民間企業之研發資源與創新設計，促進軟體產業升級，以達成「亞太軟體中心」與「全亞洲研發總部」之園區發展目標。
南軟總佔地面積約8公頃，一期4.0335公頃、二期4.1764公頃、三期2公頃左右。前二期之用地係台灣肥料公司南港廠舊址，經政府徵收後轉為利用。
南軟在2015年計有企業家數418家，員工人數總計約24,443人，全年營業收入計新台幣5,804億元。其群聚效益不但榮獲英國經濟學人智庫評比為亞洲四大軟體園區，園區績效表現亦是全亞洲第一。

## 歷史
1992年行政院正式核准「南港經貿園區」開發計畫，於台北市南港區興建包括南港軟體工業園區、台北第二世貿中心（南港展覽館1館和南港展覽館2館）、國際會議廳、商業娛樂中心及旅館等設施。政府為南軟徵收台肥公司南港廠土地共8.2公頃，自1996年1月開始動工，至1999年8月完工。二期於2000年三月動工，2003年中完工。由於供不應求，經濟部工業局（今經濟部產業發展署）委託世正開發（由經濟部與東元集團合資成立）規劃三期，並於2005年十月動工，2007年底完工。
2017年二月，台灣電力公司與台北市政府簽署土地開發MOU，協議將台電中心倉庫北側土地（臨市民大道）約2公頃回饋給台北市政府運用，台電則可利用中心倉庫南側及電力修護處兩塊共近5公頃商業區土地，而位於南港的電力修護處（臺北流行音樂中心與南港高中間土地）已規劃為「南港軟體園區四期」。
2023年9月26日，改隸屬經濟部產業園區管理局。

## 範圍
南軟目前共有一期、二期、三期，總佔地面積約10公頃，東起經貿二路至西邊惠民街，南起新民街至北邊園區街，中間有三重路縱貫。

## 主要租戶

### 一期A棟
- 統一星巴克股份有限公司（Starbucks）
- 網際運通股份有限公司

### 一期B棟
- 東元電機股份有限公司（TECO）
- 安華機電工程股份有限公司（页面存档备份，存于）（YATEC）
- 台灣宅配通股份有限公司

### 一期C棟
- 中興電工機械股份有限公司
- 遠傳電信股份有限公司
- 台北數位廣告股份有限公司
- 歐立利國際展覽設計股份有限公司
- 敦南科技股份有限公司
- 群聯電子
- 臺灣集中保管結算所股份有限公司

### 一期D棟
- 元大國際資產管理股份有限公司
- 有萬科技股份有限公司
- 長佳機電工程股份有限公司
- 香港商科科科技股份有限公司台灣分公司
- 新加坡商惠爾訊科技股份有限公司
- 創業家兄弟股份有限公司（生活市集）
- 靖天傳播國際事業股份有限公司（靖天電視台）
- 歐付寶電子支付股份有限公司
- 願境網訊股份有限公司（KKBOX）
- 財團法人國家衛生研究院台北辦事處

### 一期E棟
- 台新國際商業銀行南港分行
- 中國鋼鐵股份有限公司
- 中華郵政股份有限公司
- 亞力電機股份有限公司
- 台灣東芝全球商業解決方案有限公司
- 台灣國際商業機器股份有限公司（IBM）
- 台灣碩網網路娛樂股份有限公司（So-net）
- 香港商一加科技有限公司台灣分公司（OnePlus）
- 美商動信安全股份有限公司台灣分公司
- 移動商務股份有限公司
- 關貿網路股份有限公司
- 歐科商業電訊股份有限公司
- 偉盟系統股份有限公司

### 二期F棟
- 中央研究院基因體研究中心附設育成中心
- 中天生物科技股份有限公司
- 永信藥品台北研究中心
- 台灣二版有限公司
- 台灣基因科技股份有限公司
- 台灣浩鼎生技
- 台灣微脂體股份有限公司
- 台灣農林
- 台灣富朗巴軟體科技有限公司（FORUM8）
- 西門子股份有限公司（SIEMENS）
- 合度精密生物科技有限公司
- 基亞生物科技股份有限公司
- 茂為歐買尬數位科技股份有限公司
- AMD（美商超微半導体股份有限公司台灣分公司）
- 財金資訊股份有限公司
- 新加坡商安富利股份有限公司台灣分公司
- 新加坡商鈦坦科技股份有限公司台灣分公司
- 德商富士通科技資訊有限公司（FUJITSU）
- 順天醫藥生技股份有限公司
- 寶齡富錦生技股份有限公司
- 財團法人生技醫療科技政策研究中心
- 經濟部生技醫藥產業發展推動小組/財團法人生物技術開發中心
- 財團法人生物技術開發中心南港生技育成中心

### 二期G棟
- 中磊電子股份有限公司
- 台灣東洋藥品工業股份有限公司
- 飛利浦（Philips）
- 巨路國際股份有限公司
- 百佳泰股份有限公司
- 科懋生物科技股份有限公司
- 威鋒數位開發股份有限公司（華康字型）
- 迪芬尼聲學科技股份有限公司
- 悠遊卡股份有限公司
- 創益生技股份有限公司
- 廣積科技股份有限公司

### 二期H棟
- NEC（台灣恩益禧股份有限公司）
- Infineon Technologies（英飛凌科技）
- 台灣泰凌微電子有限公司
- 全家便利商店股份有限公司
- 帆宣系統科技股份有限公司
- 晟德大藥廠股份有限公司
- 盛群半導體股份有限公司
- 擎亞國際科技股份有限公司
- 工業技術研究院

### 三期世正南軟大樓
- 世正開發股份有限公司
- Yahoo
- 捷正公寓大廈管理維護股份有限公司
- Siemens Gamesa（西門子歌美颯）
- TDK（台灣東電化貿易股份有限公司）

### 三期世正經貿大樓
- 台灣高速鐵路股份有限公司
- Hewlett Packard（惠普資訊科技）

## 經濟部產業園區管理局臺北分局組織
- 分局長
  - 副分局長
    - 秘書

行政業務單位
- 環安勞動科
- 營運管理科
- 投資服務科
- 用地工程科
- 產業園區服務科
- 和平工業專用港管理小組
- 秘書室
- 會計室
- 人事室
- 政風室

所轄園區
- 基北團隊：由大武崙(兼瑞芳)、新北、南港、樹林與土城產業園區服務中心組成，轄有大武崙、南港軟體、新北、瑞芳、五股、樹林及土城產業園區
- 北桃團隊：由觀音、大園、林口與龜山產業園區服務中心組成，轄有觀音、龜山、林口工二及林口工三產業園區
- 桃竹團隊：由中壢、桃園幼獅、平鎮與新竹產業園區服務中心組成，轄有平鎮、桃園幼獅、中壢及新竹產業園區
- 東部團隊：由龍德(兼利澤)、美崙(兼和平與光華)產業園區服務中心組成，轄有龍德、利澤、美崙、和平、光華樂活創意產業園區，和平工業專用港

## 交通
南港軟體園區最大優勢在於交通便利，週邊有中山高、北二高、北宜高、環東快速道路、台北捷運板南線、台北捷運文湖線等經過。對於提供完善先進軟體發展環境、提升台灣軟體人員生產力及軟體產品品質、改善軟體業者競爭體質、降低經營成本、加速台灣軟體產業升級有很大貢獻。

### 鄰近公車系統
- 南港軟體園區北站
- 南港軟體園區南站
- 園區街站
- 南港站
- 捷運南港展覽館站(經貿二)
- 捷運南港展覽館站(南港路)
- 捷運南港展覽館站(經貿一路)
- 捷運南港軟體園區站
- 南港抽水站
- 南港軟體園區(二期大門)站

### 鄰近鐵道系統
- 南港軟體園區站
  -  文湖線
- 南港展覽館站
  -  文湖線
  -  板南線
- 南港車站
  -  板南線
  -  臺灣鐵路縱貫線
  -  台灣高鐵

## 外部連結
- 官方网站